# NGC 6723
NGC 6723 é um aglomerado globular na direção da constelação de Sagittarius. O objeto foi descoberto pelo astrônomo James Dunlop em 1826, usando um telescópio refletor com abertura de 9 polegadas. Devido a sua moderada magnitude aparente (+6,8), é visível apenas com telescópios amadores ou com equipamentos superiores. 